# NF Z 40-350
La norme NF Z 40-350 est une norme française publiée par l'AFNOR. Elle porte sur les prestations d'archivage et de gestion externalisée de documents. La première version de la norme a été publiée en 2001. Une nouvelle version a été homologuée en 2009

## Présentation
Elle a été élaborée à l’initiative de l’association PAGE (Association des prestataires
en archivage et gestion externalisée) dans le cadre d'une commission de normalisation regroupant des entreprises d'archivage, des experts des questions archivistiques, notamment la direction des archives de France et l'Association des archivistes français et des archivistes d'établissements publics et d'entreprises. Elle vise à engager la profession dans une démarche générale de qualité. 
Pour prouver leur conformité à la norme, les prestataires peuvent demander l'attribution de la marque NF Service "Prestations d'archivage et de gestion externalisée de documents" auprès d'AFNOR Certification qui contrôlera le respect des règles de certification NF342.